# Xylophanes neoptolemus
Xylophanes neoptolemus är en fjärilsart. Xylophanes neoptolemus ingår i släktet Xylophanes och familjen svärmare. Inga underarter finns listade i Catalogue of Life.

## Bildgalleri

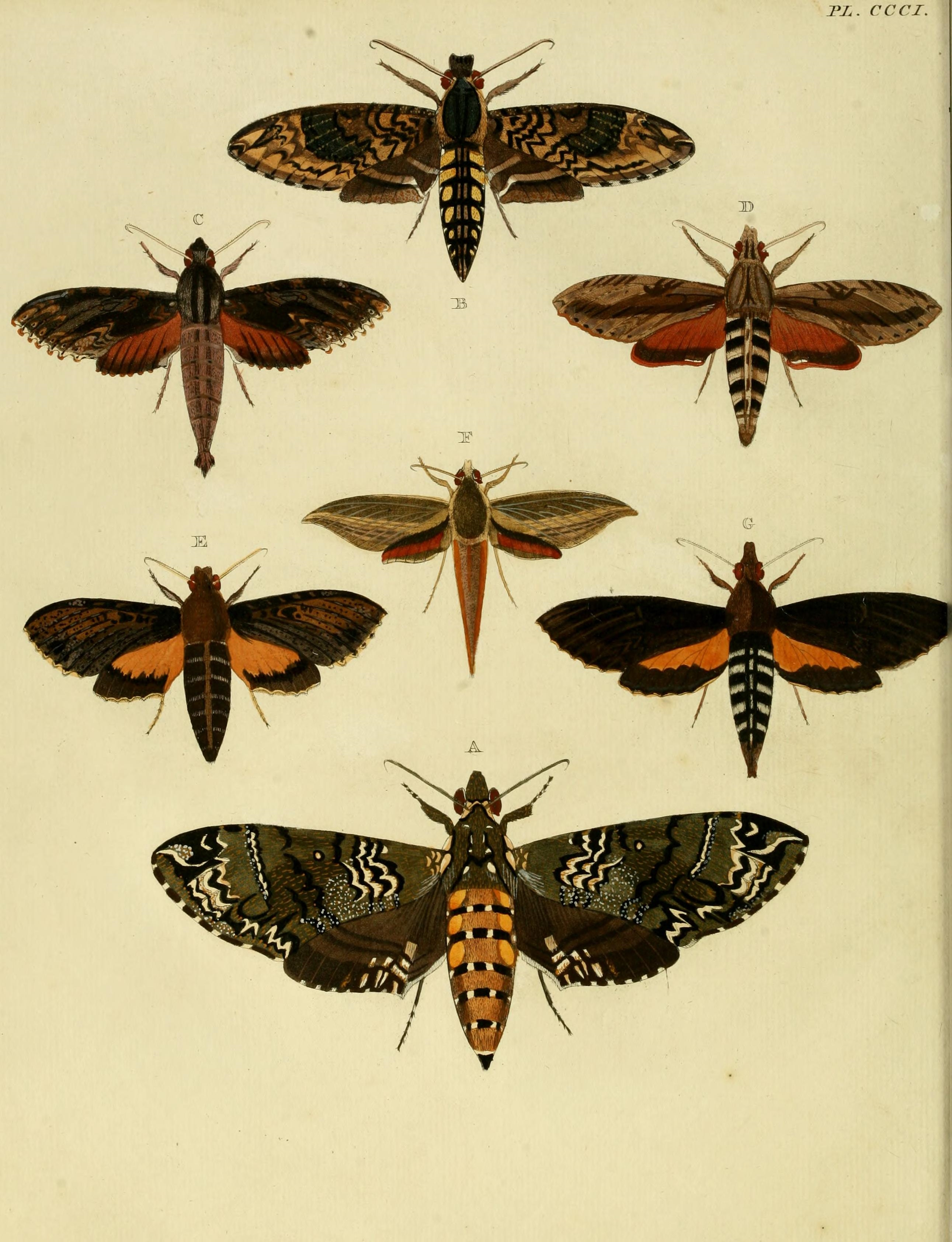
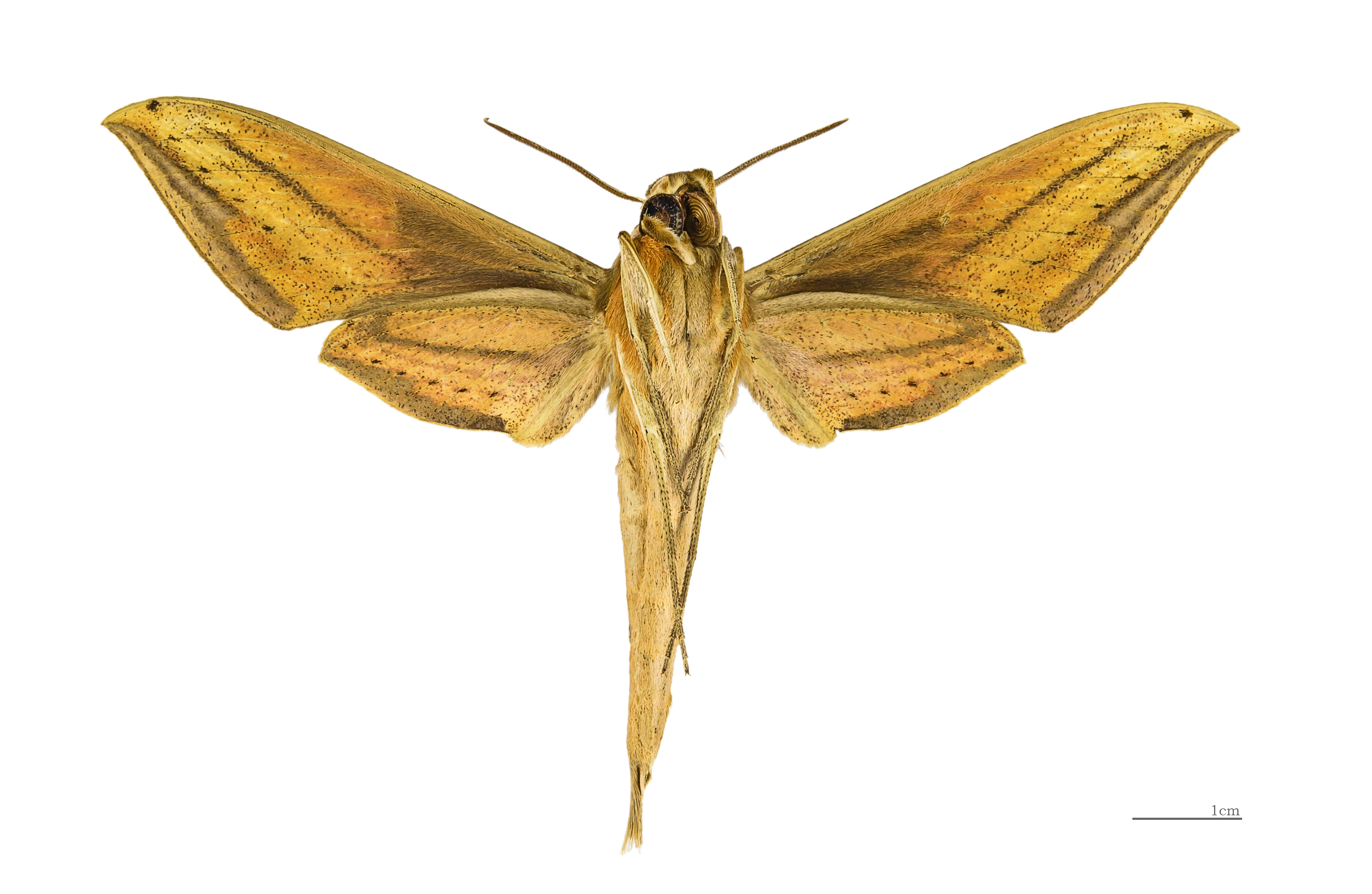
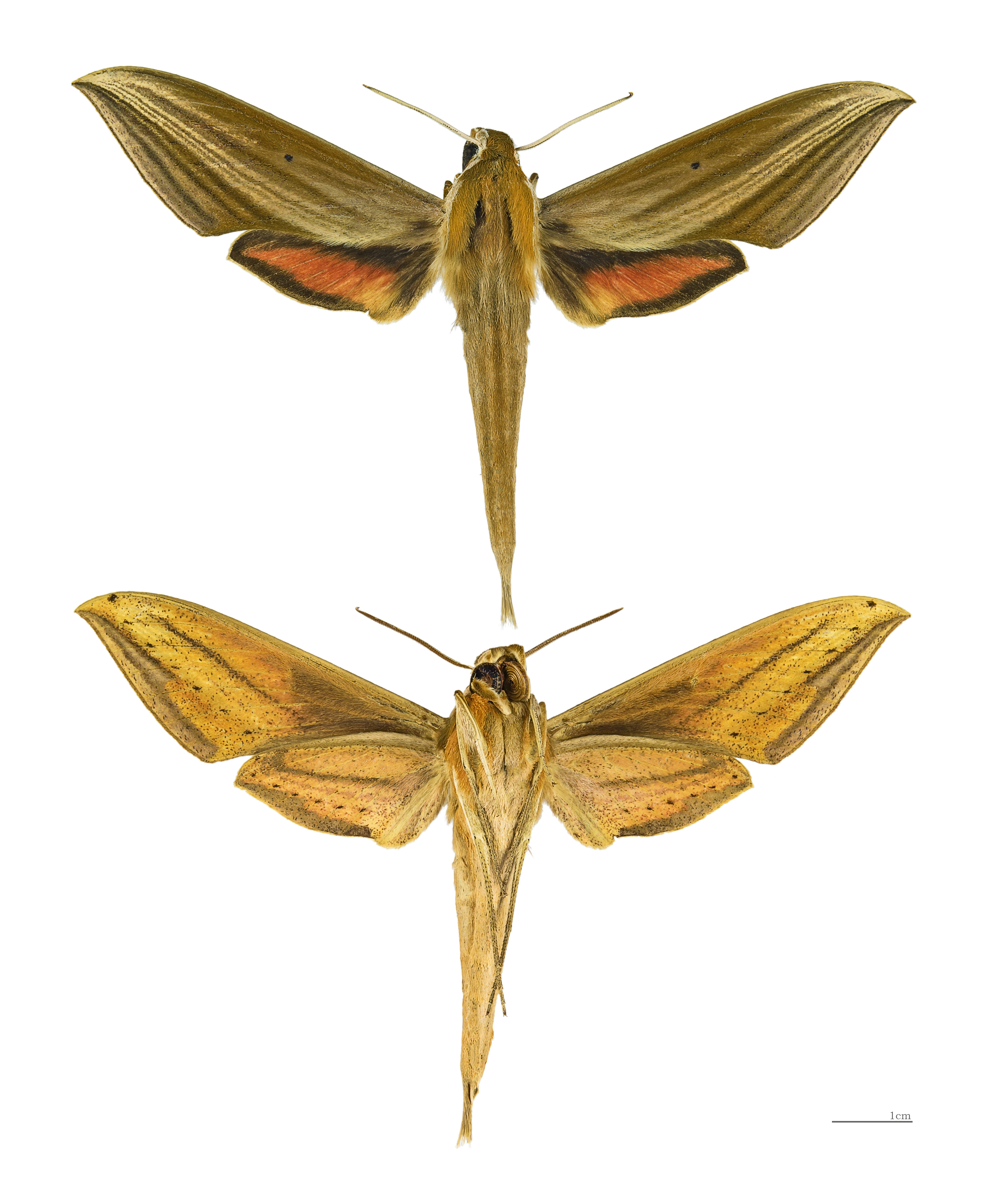
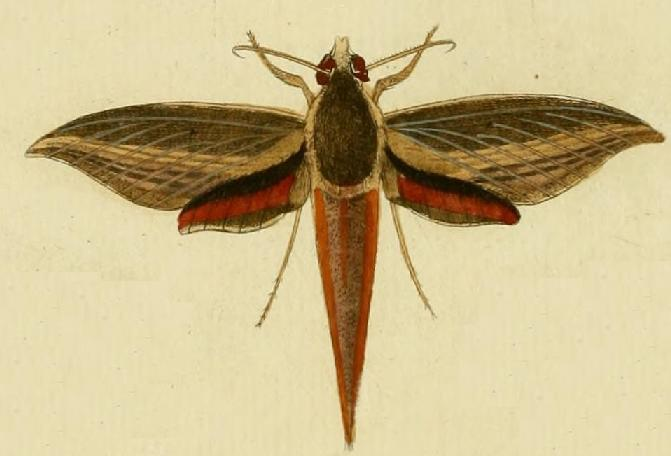